# August Anheuser Busch
August Anheuser Busch (* 16. Juni 1937 in St. Louis im US-Bundesstaat Missouri) ist ein ehemaliger US-amerikanischer Brauereiunternehmer.
Er war von 1974 bis Juni 2002 Präsident der Anheuser-Busch Companies; und er ist der Vater von August Adolphus Busch, dem letzten CEO der Anheuser-Busch Companies (ABC) aus der Gründerfamilie Anheuser-Busch.

## Leben
Busch ist der Ur-Enkel von Adolphus Busch und der Ur-Ur-Enkel von Eberhard Anheuser. Er ist ein Sohn von Gussie Busch.
Busch studierte an der University of Arizona, ohne dort einen Abschluss zu erlangen, weswegen ihm ein väterliches Ultimatum gesetzt wurde, das ihn dazu veranlasste, eine Stelle in der Brauerei in der untersten Tarifgruppe anzutreten.
Von 1975 bis Juni 2002 war Busch dann Chief Executive Officer von ABC. Von 1977 bis 2006 war er Vorsitzender des Board of Directors von ABC und trat am 30. November 2006 aus den exekutiven Funktionen des Unternehmens aus.
Busch war zweimal verheiratet; aus der ersten Ehe mit Susan Hornibrook gingen die Kinder August Adolphus und Susan Busch-Transou hervor. Aus der zweiten Ehe mit der Anwältin Virginia Busch stammen die beiden jüngeren Kinder Steven Busch und Virginia „Ginny“ Busch. Alle vier Kinder waren in unterschiedlicher Weise in die Geschäftsfunktionen von Anheuser-Busch involviert.